# Rosana Bronks
Rosana Bronks é um grupo de rap brasileiro formado em 2000 e composto por Du Bronks, Negreta, Maspingon, Zuruca e  Lançou seu único trabalho em 2007, Jogar pra Ganhar.

## Carreira
O grupo Rosana Bronks foi fundado em 1999 com a mesma formação que mantém hoje: Du Bronks, Negreta, Maspingon, Zuruca  e  O nome é em homenagem ao bairro Jardim Rosana de São Paulo, no qual os integrantes buscam inspirações para as suas músicas. Segundo declarado por Negreta, integrante do grupo, "ele é feito na pegada do funk".
O grupo foi rapidamente apadrinhado pelos Racionais MC's e desde então começou a abrir shows do mesmo. Teve a participação especial na música 1 Por Amor, 2 Por Dinheiro, do álbum Nada como um Dia após o Outro Dia, em Num rolê cum Rosana Bronks de Trilha Sonora do Gueto e em canções da Banda Black Rio. Também apareceu como convidado na gravação de DVDS de leci Brandão e Netinho de Paula.
Assinou contrato com a gravadora Cosa Nostra Fonográfica - a mesma dos Racionais - e lançou em 2007 seu primeiro e único trabalho, Jogar pra Ganhar, com canções que remetem ao funk da década de 1970. Ele contém participações de DJ Cia, DJ Amaru e Dom Pixote (U-Time) no geral, e do cantor Silvera no refrão de "Mudanças". Foi indicado para o Video Music Brasil 2008 como "Aposta MTV", mas acabou perdendo. Atualmente o grupo faz shows com Racionais e fazem parte da programação de rádios comunitárias e da 105 FM.

## Discografia
- Jogar pra Ganhar (2007)